# Eleuterio Anguita
Pour les articles homonymes, voir Anguita (homonymie).
Eleuterio Anguita Hinojosa, né le 31 mars 1969 à Madrid, est un coureur cycliste espagnol, professionnel de 1991 à 2002.

## Biographie
Membre d'une fratrie de cinq enfants, Eleuterio Anguita est né dans la banlieue de Madrid, où son père est serrurier. Durant son enfance, il veut être footballeur professionnel. Il joue à l'Atlético de Madrid en compagnie de son frère Oscar. Alors qu'il est adolescent, le football ne l’intéresse plus. Il demande alors à son père de lui acheter une bicyclette de course afin de suivre ses deux frères Angel et Rafael. Son père accepte de lui acheter un vélo à 5000 pesetas à condition qu'il travaille à son service de son père pendant les vacances. Il devient champion d'Espagne. 
Il passe professionnel en 1991. Très bon sprinteur, il ne tarde pas à se mettre en évidence lors du Trophée Joaquim Agostinho. Avec l'argent qu'il récolte, il offre une télévision à ses parents. Pendant toute sa carrière professionnelle, il ne cesse de rendre service à ses parents. Après deux saisons chez Seur, il part dans la modeste formation Deportpublic. Avec celle-ci, il participe chaque année au Tour d'Espagne sans pour autant se faire remarquer.
En 1996, José Antonio Espinosa, ami d'enfance d'Eleuterio Anguita, se tue dans une chute lors d'un critérium de fin de saison. Lors de Tour d'Espagne 1997, échappé dans la quatrième étape qui emprunte les routes vallonnées d'Andalousie, il parvient à passer l'ensemble des cols pour arriver en compagnie de Fabrizio Guidi et se disputer la victoire d'étape. Anguita bat Guidi, pourtant meilleur sprinteur, et dédie sa victoire à son ami. Il termine sa carrière professionnelle en 2002 après avoir lutté pour le classement des étapes volantes en 2000.
Depuis 2002, il travaille au service des sports de Madrid. En 2009, en compagnie de ses deux frères cyclistes, il décide de revenir au cyclisme en faisant des courses de VTT Marathon. Il a récemment participé au Nissan Titan Trophy 2010 pour promouvoir la marque Fuji qu'il importe en compagnie de Javier Odo, membre du staff de l'équipe d'Espagne de football.

## Palmarès
- 1988
  -  Champion d'Espagne de course aux points

- 1989
  -  Champion d'Espagne sur route amateurs

- 1991
  - 4e étape du Trophée Joaquim Agostinho

- 1993
  - 4e étape du Tour de Galice

- 1995
  - 7e étape du Tour de l'Alentejo

- 1997
  - 4e étape du Tour d'Espagne

- 1998
  - 2e étape du Tour de Burgos
  - 2e de la Clásica a los Puertos de Guadarrama

- 2001
  - 2e de la Clásica de Sabiñánigo

## Résultats sur les grands tours

### Tour d'Espagne
10 participations
- 1992 : 110e
- 1993 : 65e
- 1994 : 90e
- 1995 : abandon
- 1996 : 59e
- 1997 : abandon, vainqueur de la 4e étape
- 1998  : 50e
- 1999 : 79e
- 2000 : 41e
- 2001 : 32e

### Tour d'Italie
2 participations
- 1991 : 72e
- 1995 : 98e